# Josiane Péné
Josiane Péné, née Josiane Le Gougaud en 1959, est la première sémaphoriste française.

## Biographie
En 1970, à l'âge de 21 ans, Josiane Péné rejoint son mari Jean-André Péné, sémaphoriste de la barre d'Étel à Plouhinec. En 1980, celui-ci tombe malade. Josiane Péné assure alors les veilles pour le remplacer. Lorsque celui-ci meurt en 1980, elle prend sa relève. Elle devient la première femme sémaphoriste de France. En 1993, FR3 lui consacre un documentaire. En 2016, à 67 ans, elle prend sa retraite et quitte le sémaphore. Trois personnes la remplacent à ce poste.

## Distinctions
- Chevalier de l'ordre du Mérite maritime
- Chevalier de l'ordre national du Mérite